# Fabian Gottlieb von der Osten-Sacken
Fabian Gottlieb von der Osten-Sacken, född 31 oktober (gamla stilen: 20 oktober) 1752 i Reval, Guvernementet Estland, Kejsardömet Ryssland, , död 19 april (gamla stilen: 7 april) 1837 i Kiev, Ukraina, Kejsardömet Ryssland, var en rysk furste och fältmarskalk. 
Osten-Sacken utmärkte sig 1806 och 1807 som kårchef vid Pultusk och Eylau samt förde 1812 befälet över en armé i Volynien mot österrikarna och sachsarna, varunder han led ett nederlag vid Volkovysk. I koalitionskriget 1813–14 förde han en kår under Gebhard Leberecht von Blücher, utmärkte sig vid Katzbach och blev efter intåget i Paris militär guvernör i staden. År 1821 blev han greve, uppträdde i slutet av 1825 mot de politiska stämplingarna inom armén, utnämndes vid tsar Nikolaj I:s kröning, 1826, till fältmarskalk och blev snart även medlem av riksrådet. Under polska upproret 1830–31 kuvade han med kraft rörelsen inom Volynien och Podolien. Han belönades 1832 med furstevärdighet.